# Manuel Cofiño
Manuel Cofiño (Havana, 16 de fevereiro de 1936 — Havana, 8 de abril de 1987) foi um escritor cubano.
É autor de contos e relatos que marcam o período de transição da Cuba revolucionária. Está situado entre os maiores expoentes do Realismo Socialista na ilha. Foi assessor da Direcção Nacional de Literatura do Ministério de Cultura. Morreu em 1987.
O seu romance "A última mulher e o próximo combate" foi Prémio Casa de las Américas em 1971, tem uma trama de um suspeito parecido com Campos Roturados (Поднятая целина) do então autor soviético Mijaíl Shólojov, Nobel de Literatura de 1965.

## Obras publicadas
- 1979: Un pedazo de mar y una ventana (contos).
- 1976: Y un día el sol es juez (contos).
- 1975: Cuando la sangre se parece al fuego (romance).
- 1971: A Última Mulher e o Próximo Combate - no original La última mujer y el próximo combate (romance). Prémio Casa de las Américas.
- 1969: Tiempo de cambio (romance).